# The Clash
The Clash fue una banda británica de rock  que estuvo activa entre 1976 y 1986. El grupo fue uno de los más importantes e icónicos de la primera ola del punk originada a fines de los años 1970 y, a diferencia de la mayoría de las bandas punk que se caracterizaban por su simplicidad musical,[cita requerida] incorporó reggae, rock, rockabilly, ska, rhythm and blues, jazz, funk y dub entre otros variados estilos en su repertorio.
The Clash llegó a ser una banda muy influyente en la música mundial.
Sumado a esto, The Clash exhibió una intencionalidad política en sus letras que con el tiempo se convertiría en su característica distintiva fundamental. El idealismo expresado en las composiciones de Joe Strummer y Mick Jones contrastó con el nihilismo de Sex Pistols y la sencillez de Ramones, las otras bandas emblemas del punk en la época. Aunque su éxito en el Reino Unido fue inmediato, la banda no se ganó al público estadounidense hasta los años 1980.
Su tercer álbum, London Calling (publicado en 1979), es considerado uno de los mejores discos de la historia de la música comercial. De hecho, la revista Billboard lo calificó como el mejor de los años 1980, y según la revista Rolling Stone como el octavo mejor de la historia en su lista de los 500 mejores álbumes de todos los tiempos, donde también figuran otros dos discos del grupo, The Clash y Sandinista!, en las posiciones n.º 77 y n.º 404 respectivamente.
Algunos de sus temas más reconocidos fueron "Police & Thieves", "White Riot", "Tommy Gun", "London Calling", "I Fought the Law", "Train in Vain", "(White Man) In Hammersmith Palais", "The Guns of Brixton", "Complete Control", "Rock the Casbah" y "Should I Stay or Should I Go". Esta última canción fue un gran éxito 6 años después de la disolución del grupo debido a su uso en una campaña publicitaria de Levi's.
En 2003 fueron incluidos en el Salón de la Fama del Rock situado en Ohio, Estados Unidos. Un año más tarde, Rolling Stone los incluyó en la posición n.º 28 de "The Immortals".
A lo largo del tiempo, se ha asentado entre los fanáticos y los críticos el apodo atribuido en una ocasión por su discográfica CBS Records, "the only band that matters" (en español "la única banda que importa") para referirlos. La aplicación del mismo refiere a que el grupo nunca se desvió de sus ideales ni de sus costumbres por buscar beneficios personales.

## Historia

### 1976-1978: formación y primeros éxitos en el Reino Unido
La banda tuvo sus inicios en la calle Ladbroke Grove, en el oeste de Londres, en 1976, durante los inicios del punk británico. Estaba originalmente formada por Joe Strummer (voz), Mick Jones (guitarra y coros), Paul Simonon (bajo), Keith Levene (guitarra) y Terry Chimes (batería), acreditado en su primer álbum como "Tory Crimes" presuntamente por el descontento de los otros miembros con sus ideas políticas (en español "crimes" quiere decir "delitos", mientras que Tory es una palabra en inglés británico para definir a un conservador).
Mick Jones, Paul Simonon y Terry Chimes en principio habían formado parte del grupo London SS y Joe Strummer había participado desde mayo de 1974 en el grupo The 101'ers. Gracias al consejo del mánager de la banda, Bernie Rhodes, los tres primeros reclutaron a Strummer luego de verlo con su grupo en una presentación en vivo diciéndole en palabras textuales: "eres bueno, pero tu grupo es una mierda". Levene nunca llegó a grabar con la banda ya que dejó el grupo, antes del lanzamiento del primer disco, pero es coautor de "What's my Name" junto con la dupla compositora, y más adelante, se convirtió en miembro de Public Image Ltd., liderado por John Lydon, ex vocalista de los Sex Pistols. Jones reconoció años más tarde que fue expulsado del grupo por no asistir a los ensayos. El nombre "The Clash" (en español: "el conflicto") fue sugerido por Simonon luego de haber leído la palabra en reiteradas ocasiones en un mismo periódico.
El 4 de julio de 1976, The Clash tocó por primera vez actuando como soporte de los Sex Pistols en un recital en Sheffield donde la banda interpretó los temas "Janie Jones", "London's Burning" y "1977", mostrando un estilo punk puro con una diversidad musical casi nula. Luego del recital, la revista NME publicó una frase que con el tiempo se haría famosa:

The Clash are the kind of garage band who should speedly be returned to their garage, preferably with the door locked and the motor running.
The Clash es la clase de banda de garaje que debería rápidamente regresar a su garaje, preferiblemente con la puerta cerrada y el motor en marcha.
Charles Shaar Murray

Luego, en el otoño europeo de ese año, el grupo firmó por un total aproximado de £ 100.000 con la discográfica CBS Records, una de las más prestigiosas por ese entonces, generando el descontento entre algunos fanáticos y derivando en otra recordada frase:

Punk died the day The Clash signed to CBS.
El punk murió el día que The Clash firmó con CBS.
Mark Perry

En noviembre de ese mismo año Chimes decidió dejar el grupo, no obstante, volvería temporalmente unos meses más tarde para grabar el primer álbum de la banda. En diciembre de ese año, y con Rob Harper reemplazando a Chimes en la batería, The Clash se unió a Sex Pistols y The Damned para el desastroso Anarchy Tour que fue cancelado tras solo siete conciertos.
Ya en 1977, el grupo lanzó su primer sencillo, "White Riot", en marzo y un mes más tarde salió al mercado el primer LP homónimo, The Clash, caracterizado por una crudeza musical y letras políticas, sociales y agresivas. El álbum alcanzó un éxito considerable en el Reino Unido, pero Epic Records, la discográfica responsable de la banda en los Estados Unidos no lo publicó, en primera instancia en el mercado americano ya que lo consideraba demasiado crudo y rudo. Dos años más tarde, y después de que el disco se convirtiera en el más importado de la historia de los Estados Unidos, se emitió una versión modificada del mismo para dichas tierras llamada habitualmente The Clash US.
Después del primer disco, Terry Chimes dejó definitivamente el grupo por diferencias personales con el resto de los integrantes, iniciándose así un proceso de búsqueda de baterista que acabó con la incorporación de Topper Headon en mayo de 1977. Años más tarde, Headon admitió que se había unido al grupo buscando reputación para luego encontrar una banda más prestigiosa donde tocar pero con el tiempo, y al ver el progreso musical de The Clash, decidió quedarse definitivamente.
Finalmente, en mayo de ese año el grupo emprendió su primera gira mundial, junto a Buzzcocks y The Jam, a la que llamaron White Riot Tour y que incluyó recitales en el Reino Unido, Irlanda, Suecia, Francia y Alemania.
Durante la gira y la grabación de su primer álbum The Clash comenzó a formarse una imagen conflictiva siendo arrestados sus miembros por vandalismos y por dispararle a los gorriones que se posaban en su sala de ensayos con rifles de aire comprimido (la canción "Guns on the Roof" de su segundo álbum trata el tema en cuestión).

### 1978-1982: éxito internacional
El segundo álbum de la banda, Give 'Em Enough Rope, fue producido por Sandy Pearlman y contó por primera vez con la participación de Headon en todos los temas. Tras ver al baterista en acción, el productor quedó sorprendido por su perfección tempística y lo apodó The Human Drum Machine (en español: La caja de ritmos humana). El disco se emitió para el Reino Unido en 1978 y, a pesar de recibir críticas negativas por parte de los "expertos", tuvo éxito con el público británico.
Give 'Em Enough Rope fue el primer trabajo oficial de The Clash en salir a la venta para los Estados Unidos, por lo cual la banda emprendió su primera gira por tierras norteamericanas para promocionarlo a comienzos de 1979. Más tarde ese mismo año se emitió la versión alterada de su primer álbum, The Clash US, mencionada previamente.
Su tercer álbum, London Calling, un disco doble vendido al precio de uno por la insistencia de la banda, fue emitido también en 1979 y marcó el punto de mayor éxito crítico y de inflexión comercial en los Estados Unidos del grupo. Inicialmente, fue visto con recelo por los fanáticos británicos de Clash ya que los discos dobles estaban asociados con el rock progresivo y no con el punk. En London Calling la banda experimentó con una amplia gama de estilos musicales como el rockabilly americano, el reggae jamaiquino y los estilos dub y ska populares en Gran Bretaña. El álbum es considerado por la crítica como uno de los mejores de la historia del rock y fue posicionado octavo por la revista Rolling Stone en su lista de los 500 mejores álbumes de todos los tiempos, primero en su lista de los mejores álbumes de los años 1980 y cuarto por la Revista Q en su lista de los 100 mejores álbumes británicos de la historia. El estilo de las letras de la portada de London Calling es un homenaje al primer disco de Elvis Presley mientras que la foto usada muestra a Paul Simonon golpeando contra el piso su bajo en un show de Nueva York de ese mismo año. Según Simonon, que en un principio no quería que se usara la foto para la tapa del álbum, fue la única vez que rompió un instrumento en el escenario. Irónicamente, el tema más exitoso del disco, "Train in Vain (Stand by Me)" que llegó al n.º 23 en las listas estadounidenses, no había sido incluido en un principio en London Calling ya que la banda tenía pensado emitirlo como flexi disc en la revista NME. Sin embargo, a último momento y por decisión de Mick Jones, fue agregado como pista oculta.
Más tarde, hacia fines de 1980, The Clash lanzó un álbum triple al que llamaron Sandinista!, nombre utilizado para hacer referencia al Frente Sandinista de Liberación Nacional de Nicaragua. Una vez más, los miembros insistieron en que se venda al precio de uno, pagando de sus propios bolsillos la diferencia al resignar parte de sus ganancias.
Sandinista! mostró una variedad de estilos aún más amplia y experimental que London Calling y se encontró con reacciones diversas por parte de los críticos y los seguidores. Durante las sesiones el grupo grabó cada idea que tuvieran en su momento, alejándose del punk y recurriendo a la experimentación con el dub ("One More Time"), jazz ("Look Here"), hip hop ("The Magnificent Seven"), música de cámara ("Rebel Waltz") y góspel ("Hitsville UK" y "The Sound of the Sinners").
Al igual que su anterior material, Sandinista! tuvo éxito en el rubro de las ventas, lo cual no es común en álbumes triples. Luego del lanzamiento del disco, The Clash emprendió su primera gira mundial que incluyó shows en lugares tan alejados como el este de Asia y Australia.
Durante estos años, las tensiones y los conflictos dentro de la banda comenzaron a crear rumores de separación. Las giras, la fama y la constante convivencia no daban descanso, develando ciertas asperezas en el seno del grupo. Sin embargo, The Clash se las arregló para grabar más y de esta manera emitir su álbum de mayor número de ventas alrededor del mundo, Combat Rock. En dicho álbum se encontraban los exitosos temas "Rock the Casbah" y "Should I Stay or Should I Go", este último el único en llegar al primer puesto en la UK singles chart, aunque nueve años después de su emisión y gracias a su uso en una publicidad.

### 1982-1983: conflictos y separación
Justo en el momento en el que la banda más éxito tenía fue cuando todo lentamente empezó a desintegrarse. Poco días antes de la salida de Combat Rock, Topper Headon fue expulsado de la banda debido a la fuerte adicción a la heroína que tenía, le estaba afectando a su salud y por lo tanto su forma de tocar la batería. El baterista original de The Clash, Terry Chimes, lo reemplazo para los próximos meses.
La problemática también se evidenció en el conflicto que surgió entre Jones y Strummer, a pesar de que existe la creencia que Bernie Rhodes fue quien creó la fricción entre ambos para obligar a Jones, a quien consideraba arrogante, a dejar la banda. Durante dichos años, a pesar de continuar haciendo giras y actuar como soporte para The Who en la de 1982, los miembros mantuvieron una relación distante. De hecho, las fechas originales de la gira británica para Combat Rock se cancelaron porque Strummer desapareció poco antes del comienzo de los shows sin previo aviso.
Chimes dejó la banda después de la gira de Combat Rock realizada durante 1982 y 1983 convencido de que las peleas internas la harían separarse en breve. En 1983, y tras una larga búsqueda por un nuevo baterista, Pete Howard fue elegido para tocar con el trío. Ese mismo año The Clash tocó en el festival de San Bernardino, California donde fue, junto a David Bowie y Van Halen, una de las bandas principales. Con aproximadamente 500.000 personas presenciando el show dicha presentación en vivo fue, por mucho, la de más concurrencia en la historia de la banda. Sumado a esto, ese fue el último concierto que toco Mick Jones con The Clash.
En septiembre de 1983 Strummer y Simonon, apoyados por Rhodes, apartaron a Mick Jones del grupo argumentando que se encontraban descontentos por su comportamiento problemático, sus diferentes aspiraciones musicales y su "ceguera por el estrellato".
Después de una serie de audiciones, la banda anunció que Nick Sheppard y Vince White serían los nuevos guitarristas. Howard continuó siendo el baterista, a pesar de que se especuló que pudieran volver Headon o Chimes para reemplazarlo.[cita requerida]

### 1984-1986:Cut the Crapy el fin de The Clash
En enero de 1984, The Clash comenzó a tocar en vivo con los nuevos integrantes en una gira autofinanciada para exhibir su nuevo material, a la que llamaron Out of Control. En esta gira presentaron nuevos temas como The Dictator, Three Card Trick, Sex Mad War, This Is England y otros, de los cuales la gran mayoría terminaron apareciendo más tarde en el álbum Cut the Crap. La gira duró desde el invierno hasta comienzos del verano de ese año.[cita requerida]
Durante uno de los conciertos en diciembre de 1984, que fue en beneficio de los mineros en huelga (habían sufrido represión por la policía, en un reclamo hacia Thatcher), Joe Strummer anunció que el año siguiente iban a lanzar el nuevo álbum.[cita requerida]
En principios de 1985 se comenzaría a preparar lentamente lo que sería el próximo álbum, que se lanzaria a casi finales de año.
Antes de la llegada del mes de mayo, el mánager de la banda Bernie Rhodes, y Joe Strummer organizaron lo que sería el Busking Tour, en el que la banda comenzó una gira de carácter callejero, llevando apenas dinero, y guitarras acústicas. De esta manera, viajaron por muchas partes del Reino Unido (Nottingham, Leeds, Sunderland, York, Newcastle, Edinburgh y Glasgow) cantando versiones acústicas de sus temas y haciendo covers. Al ser música callejera cantaban en parques, bares, estaciones de trenes e incluso en la misma calle.[cita requerida]
El Busking Tour finalizó el 18 de mayo. Después que llegarán a Mánchester e intentaran tocar, pero no pudieron debido a que Joe Strummer se quedara sin voz.[cita requerida]
Este Tour tuvo una duración de 15 días y fue catalogada por todos los miembros de la banda como la mejor experiencia que tuvieron, debido a que nunca sabían a que lugar iban ir al siguiente día, ni donde dormirian. Esto desembocaria en que incluso aficionados terminaran invitando a la banda a su casa para que se queden a dormir. También la banda compraban la comida con el dinero que recibian de la gente.[cita requerida]
Poco después siguieron las sesiones de grabación para Cut the Crap; estas fueron caóticas, con Bernie Rhodes y Strummer trabajando separados del resto de los miembros en Múnich, Alemania. La mayoría de las partes fueron grabadas por diferentes músicos en sesiones de grabación, Paul Simonon no aparece en ninguna de las grabaciones finales del álbum, mientras que Sheppard y White solo viajaron para llenar algunas partes de guitarra. El baterista Howard no participó en ningún tema del álbum, esto se debe a que fue reemplazado totalmente por caja de ritmos.[cita requerida]
Strummer decepcionado al ver como se estaba desarrollando el álbum y de algunos los resultados finales de canciones, declinó seguir su participación en el proyecto, y discutió e incluso intentó detener de manera legal a Rhodes de publicar el álbum, cosa que no pudo ya que era muy tarde.[cita requerida]
En julio, tras una serie de festivales en Europa, la banda tocó su último show de la historia en el festival "Rock in Athens" en Atenas. Tiempo después Strummer viajó a España para aclarar sus ideas con respecto al futuro y al regresar decidió disolver la banda.[cita requerida]
Durante su alejamiento, se emitió el primer sencillo de Cut the Crap, "This is England", que tuvo críticas principalmente negativas. La canción, así como el resto del álbum (que salió a la venta el 4 de noviembre de ese mismo año) fue repudiado por los aficionados y críticos musicales de todo el mundo.[cita requerida]

## Carreras post-Clash

### Joe Strummer
En 1986, Strummer colaboró con su excompañero Mick Jones en el segundo álbum de su banda Big Audio Dynamite, No. 10 Upping St., co-produciéndolo y co-componiendo siete de los temas. Además, Joe actuó en algunas películas, entre ellas Walker de Alex Cox, Mystery Train de Jim Jarmusch y I Hired a Contract Killer de Aki Kaurismäki. Strummer también colaboró en la composición, producción e interpretación de las bandas sonoras de las películas Sid and Nancy y Grosse Pointe Blank. En 1989, regresó a la escena musical lanzando su primer álbum solista, Earthquake Weather que no tuvo mucho éxito comercial ni crítico. Aun así realizó una gira con una nueva banda de apoyo, The Latino Rockabilly War, y emitió junto a ésta el sencillo "Trash City". En 1991 se unió temporalmente como vocalista a The Pogues luego de la ida de Shane MacGowan para una serie de recitales en Europa. 

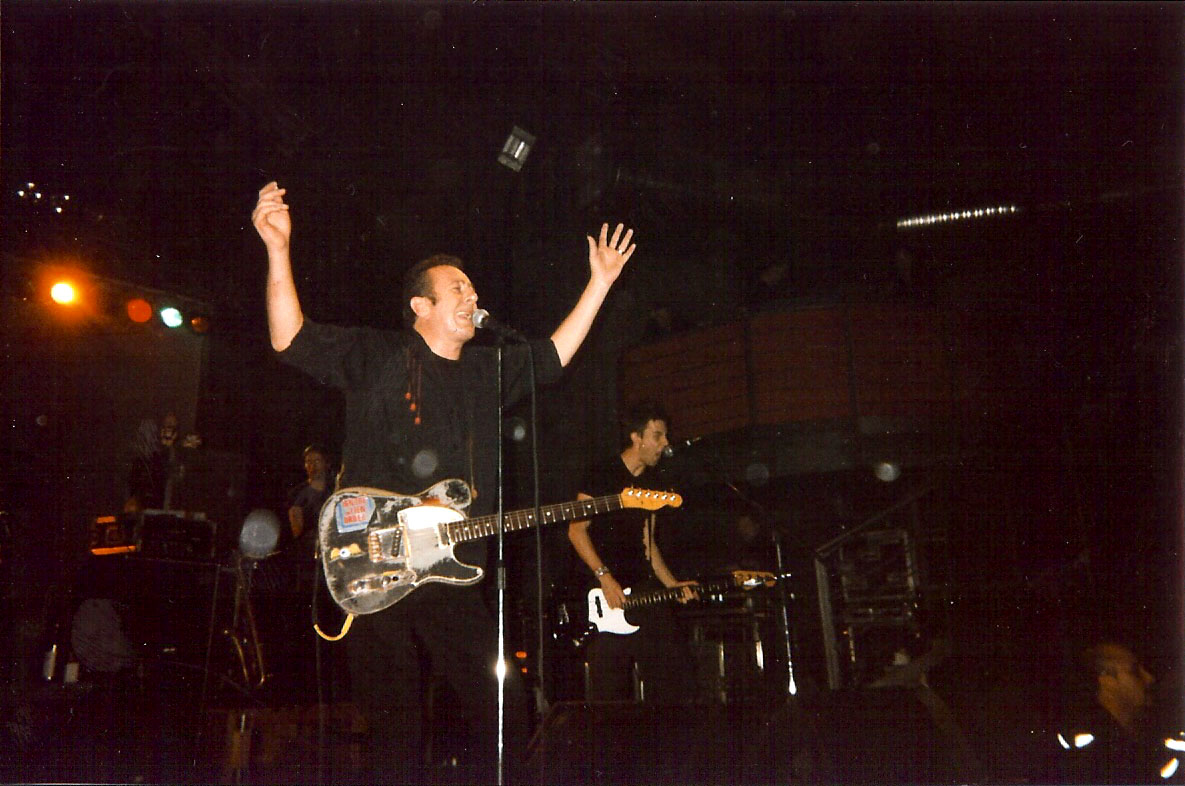
Después de The Clash Joe Strummer formó The Mescaleros en 1999.

Finalmente, a fines de los años 1990 Strummer reunió a un grupo de músicos de nivel para formar la banda The Mescaleros. Pronto, el grupo firmó con la discográfica punk californiana Hellcat Records (una filial de Epitaph) y emitió el álbum Rock Art and the X-Ray Style. Más tarde, The Mescaleros lanzó Global a Go-Go en 2001 y realizó una gira mundial para promocionarlo tocando en muchos de sus shows algunos clásicos de The Clash así como el tema "Blitzkrieg Bop" de Ramones en honor al recientemente fallecido Joey Ramone.
El 15 de noviembre de 2002, Joe Strummer & the Mescaleros tocó en un concierto a beneficio para los bomberos voluntarios de Londres en el Acton Town Hall. Durante el show, Mick Jones, que se encontraba entre los espectadores, se unió al grupo para tocar los temas "Bankrobber", "White Riot" y "London’s Burning" reuniéndose así ambos líderes creativos de The Clash en el escenario por primera vez en aproximadamente 19 años. Poco después, el 22 de noviembre, Joe Strummer tocó por última vez en la Liverpool Academy.
En diciembre de 2002, Joe Strummer murió víctima de una falla cardíaca congénita no diagnosticada a los 50 años de edad. El disco en el que estaba trabajando con The Mescaleros, Streetcore, fue emitido póstumo en 2003 recibiendo buenas críticas. Además de la desgracia en sí, la muerte de Strummer fue un duro golpe para los fanáticos de The Clash ya que Jones comentó posteriormente que tras la breve reunión de los miembros para grabar el documental Westway to the World en 1999 habían estado considerando una reunión que para 2001 se veía más que probable.

### Mick Jones
Después de su expulsión de The Clash, Jones formó Big Audio Dynamite, usualmente conocida como B.A.D., en 1984. El álbum debut de la banda, This Is Big Audio Dynamite, fue emitido al año siguiente con la canción "E=MC²" logrando un considerable éxito entre el público británico. El siguiente material del grupo, No. 10 Upping St., marcó el reencuentro de Jones con Strummer. Luego de tres discos más, Jones cambió la alineación y renombró la banda a Big Audio Dynamite II en un principio y Big Audio a mediados de los '90s. Jones también produjo los dos primeros álbumes de estudio de The Libertines así como el álbum debut de Babyshambles. Desde 2003 forma parte de Carbon/Silicon junto a su excompañero en London SS y exintegrante de Generation X Tony James.

### Paul Simonon

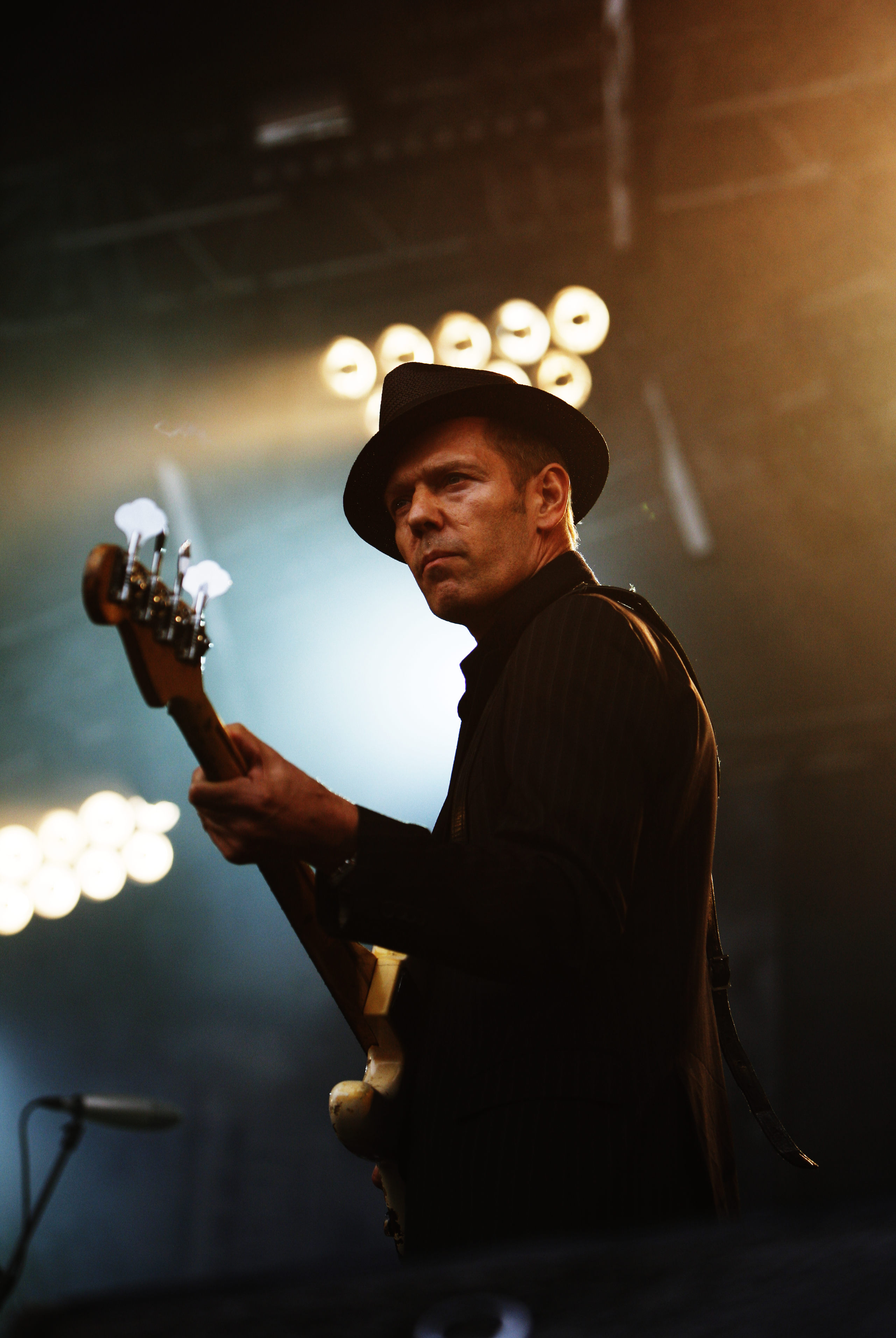
Paul Simonon forma parte de The Good, the Bad & the Queen desde 2006.

Tras la separación de The Clash, Simonon formó el grupo Havana 3 A.M. que grabó su primer álbum en Japón en 1991 recibiendo buenas críticas. Tras la muerte del cantante de Havana 3 A.M., Nigel Dixon, Simonon regresó a su primer interés, el arte visual, contribuyendo entre otras cosas con la portada del tercer disco de BAD, Tighten Up Vol. 88. En 2006 el bajista regresó a la actividad musical uniéndose al grupo The Good, the Bad & the Queen formado por el Blur y Gorillaz Damon Albarn, el ex The Verve Simon Tong y el exbaterista de Fela Kuti Tony Allen.

### Topper Headon
La severa adicción de Headon a la heroína no solo le impidió continuar en la industria musical sino que también lo llevó a ser encontrado culpable de haberle suministrado de la misma a un adicto que murió de sobredosis por su consumo. Como consecuencia, el baterista debió cumplir un año de condena en prisión. Exceptuando el álbum de estilo R&B Waking Up que lanzó en 1986 y el EP Drumming Man, Topper no volvió a aparecer en la escena musical hasta la reunión de los integrantes para grabar el documental de Don Letts Westway to the World donde se disculpó por los efectos negativos que había causado su adicción en las relaciones dentro de la banda. Luego de muchos años luchando contra la droga Topper Headon superó su problema definitivamente y volvió a tocar en vivo. De hecho, fue inmediatamente después de uno de sus recitales cuando se enteró de la muerte de Joe Strummer en 2002.

### Otros miembros
Terry Chimes
Chimes tocó en varias bandas luego de sus primera y segunda etapas en The Clash. Entre ellas destaca su participación en Black Sabbath y Hanoi Rocks durante algunos años a mediados de los '80s. Finalmente se retiró del mundo de la música para convertirse en quiropráctico.
Keith Levene
Luego de irse de The Clash, Levene formó Public Image Ltd. con el ex Sex Pistols John Lydon (también conocido como Johnny Rotten). En un principio tocó la guitarra en el grupo pero, con el tiempo, comenzó a experimentar con el uso de sintetizadores. En 1983 dejó la banda luego de un altercado con Lydon y desde entonces ha trabajado en solitario.
Pete Howard
Howard estuvo en la banda de Fiction Records Eat antes de formar Vent 414 con Miles Hunt en 1996. En 2002 se unió a Queenadreena.
Nick Sheppard
Entre 1986 y 1989 Sheppard colaboró con Gareth Sager en la banda Head, pero sus tres álbumes tuvieron poco éxito comercial. Desde entonces ha estado en diferentes grupos como los australianos Heavy Smokers y New Egyptian Kings.
Vince White
White no tuvo apariciones públicas importantes desde que The Clash se separó hasta que en 2007 salió a la venta su libro Out of Control: The Last Days of The Clash que describe los últimos años de la banda.

## Política

Insignia de la Fracción del Ejército Rojo usada por Strummer en el Rock Against Racism de 1978.

Como muchas de las primeras bandas de punk, The Clash protestaba contra la monarquía y la aristocracia. Sin embargo, a diferencia de la mayor parte de éstas, el grupo rechazaba el nihilismo y no profesaba la anarquía, por lo cual fueron duramente criticados por bandas muy influyentes de la escena como Crass y Angelic Upstarts. Por otro lado, encontraron el apoyo de un gran número de movimientos de liberación contemporáneos. Sus ideas políticas fueron expresadas explícitamente desde las letras de sus primeras composiciones como "White Riot", que animaba a los jóvenes de raza blanca a ser tan políticamente activos como sus pares de raza negra, "Career Opportunities", que expresaba el descontento por la falta de alternativas laborales en la Inglaterra sumida en la recesión de la época, y "London's Burning", que trataba sobre la complacencia política.
En 1978 en el "Rock contra el racismo" (Rock Against Racism) organizado por la liga Antinazi, Strummer vistió una polémica camiseta con las palabras "Brigadas Rojas" (Brigate Rosse) y la insignia de la Fracción del Ejército Rojo (Rote Armee Fraktion) en el medio. Más tarde admitió que la razón por la cual vistió esa camiseta no fue para apoyar a las organizaciones armadas de extrema izquierda de Alemania e Italia, sino que fue para llamar la atención al público sobre la existencia de la banda.

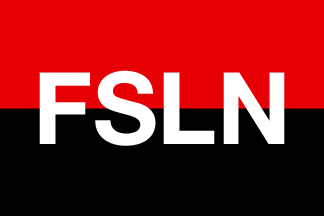
Bandera del Frente Sandinista de Liberación Nacional, fuente de inspiración para el título de Sandinista!.

El grupo también apoyó los conciertos solidarios de otros músicos como, por ejemplo, el "Concierto para el pueblo de Kampuchea" (Concerts for the People of Kampuchea) de diciembre de 1979, ideado por Paul McCartney.
The Clash ofreció apoyo al Frente Sandinista de Liberación Nacional y otros movimientos socialistas de Latinoamérica, de hecho su álbum de 1980 se llama Sandinista! Ese mismo álbum es el más politizado de todos los de la banda con las claras críticas al imperialismo de los temas "The Call Up", "Washington Bullets" y "Charlie Don't Surf".
Hacia diciembre de 1979, cuando fue emitido London Calling, la banda intentaba mantener su energía punk característica a la vez que se desarrollaban musicalmente. Además, fueron muy cautelosos de su emergente estrellato ya que siempre se dignaron a recibir a los fanes tras sus recitales y se interesaron por mantener una excelente relación con ellos.
A The Clash se le acredita el haber sido los pioneros en el apoyo a las políticas radicales desde el punk rock diferentes al anarquismo. Además, se les reconoce no haber priorizado nunca el dinero; aun en su pico de popularidad, las entradas a sus conciertos se vendían a precios razonables. Sumado a esto, el grupo insistió a su discográfica en vender tanto el álbum doble London Calling como el triple Sandinista! al precio de uno simple, lo que consiguieron en el segundo caso tras renunciar a sus ganancias personales.

## Legado

### Influencia
The Clash ha sido musicalmente, y por su activismo político, influencia central para una gran cantidad de bandas e intérpretes tanto del punk y del rock en general como de otros variados géneros. Entre las más destacadas se encuentran U2 (particularmente Bono que la calificó como "la mejor banda de rock" y The Edge que calificó a sus presentaciones en vivo como "una experiencia que te cambia la vida"), Pearl Jam (particularmente Eddie Vedder y Jeff Ament), Arctic Monkeys, Public Enemy (particularmente Chuck D) The Strokes y Rage Against the Machine. En 1999 fue emitido el álbum tributo Burning London (que tuvo mayormente críticas negativas) donde No Doubt, Ice Cube, Rancid, Third Eye Blind, Indigo Girls, Moby y Heather Nova, entre otros, versionaron temas del grupo. En 2006 fue lanzado el box set Singles Box que incluyó un extenso cuadernillo donde varios intérpretes musicales, como Steve Jones, Damon Albarn(Blur), Shane MacGowan, Pete Townshend, Carl Barât y Bernard Sumner, u otras figuras reconocidas, como los novelistas Irvine Welsh y Nick Hornby así como el director cinematográfico Danny Boyle, expresaron su admiración por la banda británica. La influencia de The Clash en Green Day se ve en canciones como "Welcome to Paradise". También aprendieron del grupo, ya que Green Day y The Clash empezaron con punk y después le surgieron más géneros. La movida de The Clash con London Calling y Sandinista! le dio el empujón a Green Day para animarse a experimentar en Nimrod. En España la huella de The Clash fue fundamental en la música que desarrollaron grupos como Wom! A2, 091 (a los que Joe Strummer produjo) o PVP, grupos todos ellos que aunque aceptaron la influencia del grupo británico también se desmarcaron de ella aportando una visión personal. También fue una de las principales influencias para el grupo vasco Kortatu, que llegó a hacer una versión de su tema «Jimmy Jazz»; como también el reconocido grupo francés Mano Negra liderada por el cantautor Manu Chao; al igual que para la emblemática banda chilena Los Prisioneros, quienes citan con frecuencia al álbum "Sandinista!" como principal influencia para la realización de su primer álbum La voz de los 80

### Reconocimiento
The Clash fue incluida en el puesto 28 de los 100 mejores artistas de la historia según la revista Rolling Stone.
El 10 de marzo de 2003 The Clash fue inducido al Salón de la Fama del Rock.

### Canciones más exitosas
En la lista de las 500 mejores canciones según la revista Rolling Stone, London Calling se halla en el puesto 8 (el más alto para una banda punk), Should I Stay Or Should I Go en el 228, Train In Vain en el 298, Complete Control en 371 y White Man In Hammersmith Palais en el 437.
Además, London Calling fue incluida en el puesto 48 de las 100 mejores canciones de guitarra según la revista Rolling Stone.

### Álbumes más exitosos
En la lista de los 500 mejores álbumes según la revista Rolling Stone, London Calling se halla en el puesto 8 (el más alto para una banda punk), The Clash en el 77 y Sandinista! en el 404.
London Calling había sido elegido por la revista Rolling Stone como el mejor álbum de los años '80.

## Miembros

### Alineación clásica
- Joe Strummer - voz, guitarra, piano (mayo de 1976-1986, Falleció en diciembre de 2002)
- Mick Jones - guitarra, voz, teclados (mayo de 1976-septiembre de 1983)
- Paul Simonon - bajo, coros (mayo de 1976-1986)
- Topper Headon - batería (mayo de 1977- mayo de 1982)

### Otros miembros
- Keith Levene - guitarra (1976)
- Nick Sheppard - guitarra, coros (1983-1986)
- Vince White - guitarra (1983-1986)
- Rob Harper - batería (1976-1977)
- Terry Chimes - batería (1976-1983)
- Pete Howard - batería (1983-1986)

## Discografía
- The Clash (1977)
- Give 'Em Enough Rope (1978)
- London Calling (1979)
- Sandinista! (1980)
- Combat Rock (1982)
- Cut the Crap (1985)

## Filmografía
| Año  | Video                                 |
| ---- | ------------------------------------- |
| 1980 | Rude Boy                              |
| 1986 | This Is Video Clash                   |
| 1999 | Westway to the World                  |
| 2003 | The Essential Clash                   |
| 2007 | Up Close & Personal                   |
| 2007 | Joe Strummer: The Future Is Unwritten |

## Giras
| Año  | Gira                                       | Meses                    | Lugares                                 |
| ---- | ------------------------------------------ | ------------------------ | --------------------------------------- |
| 1976 | Anarchy Tour (como soporte de Sex Pistols) | Diciembre                | Inglaterra                              |
| 1977 | White Riot Tour                            | Mayo                     | Inglaterra                              |
| 1977 | Get out of Control Tour                    | Octubre-diciembre        | Reino Unido                             |
| 1978 | On Parole Tour                             | Junio-julio              | Reino Unido                             |
| 1978 | Sort it out Tour                           | Octubre-diciembre        | Reino Unido y Europa                    |
| 1979 | Pearl Harbour Tour                         | Octubre-diciembre        | Estados Unidos y Canadá                 |
| 1979 | 'The Clash Take the Fifth Tour             | Septiembre-octubre       | Estados Unidos y Canadá                 |
| 1980 | 16 Tons Tour                               | Enero-junio              | Reino Unido, Estados Unidos y Europa    |
| 1981 | Impossible Mission Tour                    | Abril-mayo               | Europa                                  |
| 1981 | Radio Clash                                | Octubre                  | Reino Unido y Europa                    |
| 1982 | Far East Tour                              | Enero-febrero            | Japón, Nueva Zelanda, Australia y China |
| 1982 | Casbah Club Tour                           | Mayo - agosto            | Estados Unidos, Canadá y Reino Unido    |
| 1982 | Combat Rock Tour                           | Agosto-octubre           | Estados Unidos                          |
| 1984 | Out of Control Tour                        | Enero - mayo; septiembre | Estados Unidos y Reino Unido; Italia    |
| 1985 | Busking Tour                               | Mayo                     | Reino Unido                             |